# Gumulung Tonggoh
Gumulung Tonggoh is een bestuurslaag in het regentschap Cirebon van de provincie West-Java, Indonesië. Gumulung Tonggoh telt 7771 inwoners (volkstelling 2010).